# Diocesi di San Francisco
La diocesi di San Francisco (in latino Dioecesis Franciscopolitana) è una sede della Chiesa cattolica in Argentina suffraganea dell'arcidiocesi di Córdoba. Nel 2022 contava 239.349 battezzati su 249.727 abitanti. È retta dal vescovo Sergio Osvaldo Buenanueva.

## Territorio
La diocesi comprende nella provincia di Córdoba il dipartimento di San Justo, nonché la circoscrizione (pedanía) di Castaño nel dipartimento di Río Primero e una parte del dipartimento di Río Segundo.
Sede vescovile è la città di San Francisco, dove si trova la cattedrale di San Francesco d'Assisi.
Il territorio si estende su 19.611 km² ed è suddiviso in 30 parrocchie.

## Storia
La diocesi è stata eretta il 10 aprile 1961 con la bolla Fit persaepe di papa Giovanni XXIII, ricavandone il territorio dall'arcidiocesi di Córdoba.
Il 17 ottobre 1962, con la lettera apostolica A Christi praecone, lo stesso papa Giovanni XXIII ha proclamato San Francesco d'Assisi patrono principale della diocesi. Tale decisione fu modificata il 17 gennaio 1985; con la lettera apostolica Esse mortales, papa Giovanni Paolo II proclamò la Beata Maria Vergine di Fatima patrona principale della diocesi, e San Francesco d'Assisi patrono della città episcopale.

## Cronotassi dei vescovi
Si omettono i periodi di sede vacante non superiori ai 2 anni o non storicamente accertati.
- Pedro Reginaldo Lira † (12 giugno 1961 - 22 giugno 1965 dimesso[3])
- Agustín Adolfo Herrera † (8 settembre 1965 - 2 dicembre 1988 ritirato)
- Baldomero Carlos Martini (2 dicembre 1988 - 14 febbraio 2004 nominato vescovo di San Justo)
- Carlos José Tissera (16 novembre 2004 - 12 ottobre 2011 nominato vescovo di Quilmes)
- Sergio Osvaldo Buenanueva, dal 31 maggio 2013

## Statistiche
La diocesi nel 2022 su una popolazione di 249.727 persone contava 239.349 battezzati, corrispondenti al 95,8% del totale.
| anno | popolazione | popolazione | popolazione | presbiteri | presbiteri | presbiteri | presbiteri                | diaconi | religiosi | religiosi | parrocchie |
| anno | battezzati  | totale      | %           | numero     | secolari   | regolari   | battezzati per presbitero | diaconi | uomini    | donne     | parrocchie |
| ---- | ----------- | ----------- | ----------- | ---------- | ---------- | ---------- | ------------------------- | ------- | --------- | --------- | ---------- |
| 1965 | 165.000     | 170.000     | 97,1        | 50         | 28         | 22         | 3.300                     |         | 31        | 105       | 27         |
| 1970 | 164.900     | 170.000     | 97,0        | 50         | 25         | 25         | 3.298                     |         | 36        | 82        | 28         |
| 1976 | 161.500     | 170.000     | 95,0        | 34         | 22         | 12         | 4.750                     |         | 18        | 50        | 28         |
| 1980 | 202.000     | 206.000     | 98,1        | 30         | 22         | 8          | 6.733                     |         | 17        | 57        | 28         |
| 1990 | 228.000     | 233.000     | 97,9        | 30         | 20         | 10         | 7.600                     | 1       | 17        | 44        | 29         |
| 1999 | 262.000     | 268.000     | 97,8        | 34         | 24         | 10         | 7.705                     |         | 17        | 41        | 24         |
| 2000 | 205.368     | 209.559     | 98,0        | 35         | 24         | 11         | 5.867                     |         | 18        | 34        | 29         |
| 2001 | 205.368     | 209.559     | 98,0        | 44         | 33         | 11         | 4.667                     |         | 17        | 33        | 29         |
| 2002 | 205.368     | 209.559     | 98,0        | 39         | 26         | 13         | 5.265                     |         | 19        | 31        | 29         |
| 2003 | 205.400     | 209.600     | 98,0        | 38         | 26         | 12         | 5.405                     |         | 17        | 31        | 29         |
| 2004 | 205.820     | 210.000     | 98,0        | 40         | 31         | 9          | 5.145                     |         | 15        | 27        | 30         |
| 2010 | 213.000     | 218.000     | 97,7        | 38         | 32         | 6          | 5.605                     |         | 11        | 23        | 30         |
| 2014 | 221.000     | 230.900     | 95,7        | 39         | 32         | 7          | 5.666                     |         | 12        | 21        | 32         |
| 2017 | 228.180     | 237.990     | 95,9        | 37         | 30         | 7          | 6.167                     |         | 9         | 13        | 30         |
| 2020 | 235.100     | 245.300     | 95,8        | 30         | 24         | 6          | 7.836                     |         | 8         | 13        | 30         |
| 2022 | 239.349     | 249.727     | 95,8        | 29         | 23         | 6          | 8.253                     |         | 8         | 13        | 30         |